# Шонгольцерсвілен
Шонгольцерсвілен (нім. Schönholzerswilen) — громада в Швейцарії в кантоні Тургау, округ Вайнфельден.

## Географія
Громада розташована на відстані близько 145 км на північний схід від Берна, 19 км на схід від Фрауенфельда.
Шонгольцерсвілен має площу 10,9 км², з яких на 7,5 % дозволяється будівництво (житлове та будівництво доріг), 70,3 % використовуються в сільськогосподарських цілях, 21,8 % зайнято лісами, 0,4 % не є продуктивними (річки, льодовики або гори).

## Демографія
2019 року в громаді мешкало 846 осіб (+10,6 % порівняно з 2010 роком), іноземців було 7,4 %. Густота населення становила 77 осіб/км².
За віковим діапазоном населення розподілялося таким чином: 26,8 % — особи молодші 20 років, 60,8 % — особи у віці 20—64 років, 12,4 % — особи у віці 65 років та старші. Було 300 помешкань (у середньому 2,8 особи в помешканні).
Із загальної кількості 341 працюючого 152 було зайнятих в первинному секторі, 40 — в обробній промисловості, 149 — в галузі послуг.